# Conselho Técnico Corporativo do Comércio e da Indústria
O Conselho Técnico Corporativo do Comércio e da Indústria (1936 — 1974), mais conhecido simplesmente por Conselho Técnico Corporativo ou CTC, foi um organismo de coordenação económica do Estado Novo que funcionava na dependência do gabinete do Ministro do Comércio e da Indústria tendo como missão orientar e fiscalizar a acção dos organismos corporativos e de coordenação económica e estudar os processos de organização corporativa dos interesses comerciais e industriais segundo os princípios do Estatuto do Trabalho Nacional.

## Historial
O Conselho Técnico Corporativo foi criado em 1936, pelo decreto-lei n.º 26370, com competências em matéria de orientação e fiscalização da acção dos organismos corporativos e precorporativos e de coordenação económica. Tinha também atribuições em matéria do estudo e orientação dos processos referentes à organização corporativa dos interesses comerciais e industriais e à sua coordenação segundo os princípios do Estatuto do Trabalho Nacional, cabendo-lhe nessas funções emitir parecer sobre questões de carácter económico e corporativo que fossem suscitadas pelo Ministério do Comércio e da Indústria. Ao longo da sua evolução institucional assumiu também a missão de realizar os estudos necessários à orientação do comércio externo português.
O CTC era dirigido pelo Ministro do Comércio e da Indústria, que dirigia superiormente o seu funcionamento e presidia às suas sessões que julgasse conveniente. Tinha como membros, para além do Ministro, doze vogais, dez de nomeação ministerial, e dois em representação do Subsecretariado de Estado das Corporações e Previdência Social.
A partir de 1939, o CTC assumiu a coordenação das relações externas da economia portuguesa face à dificuldades surgidas com o desencadear de Segunda Guerra Mundial. Essa coordenação das importações e exportações, e das reservas cambiais e meios de pagamento internacionais, tinha como objectivo assegurar o regular abastecimento da economia portuguesa e reforçar a disciplina das actividades económicas em tempo de guerra. A partir de 1940 o Conselho Técnico Corporativo ficou com a incumbência de passar as licenças de exportação e importação, incluindo a reexportação e trânsito de quaisquer mercadorias.